# Linow (Lychen)

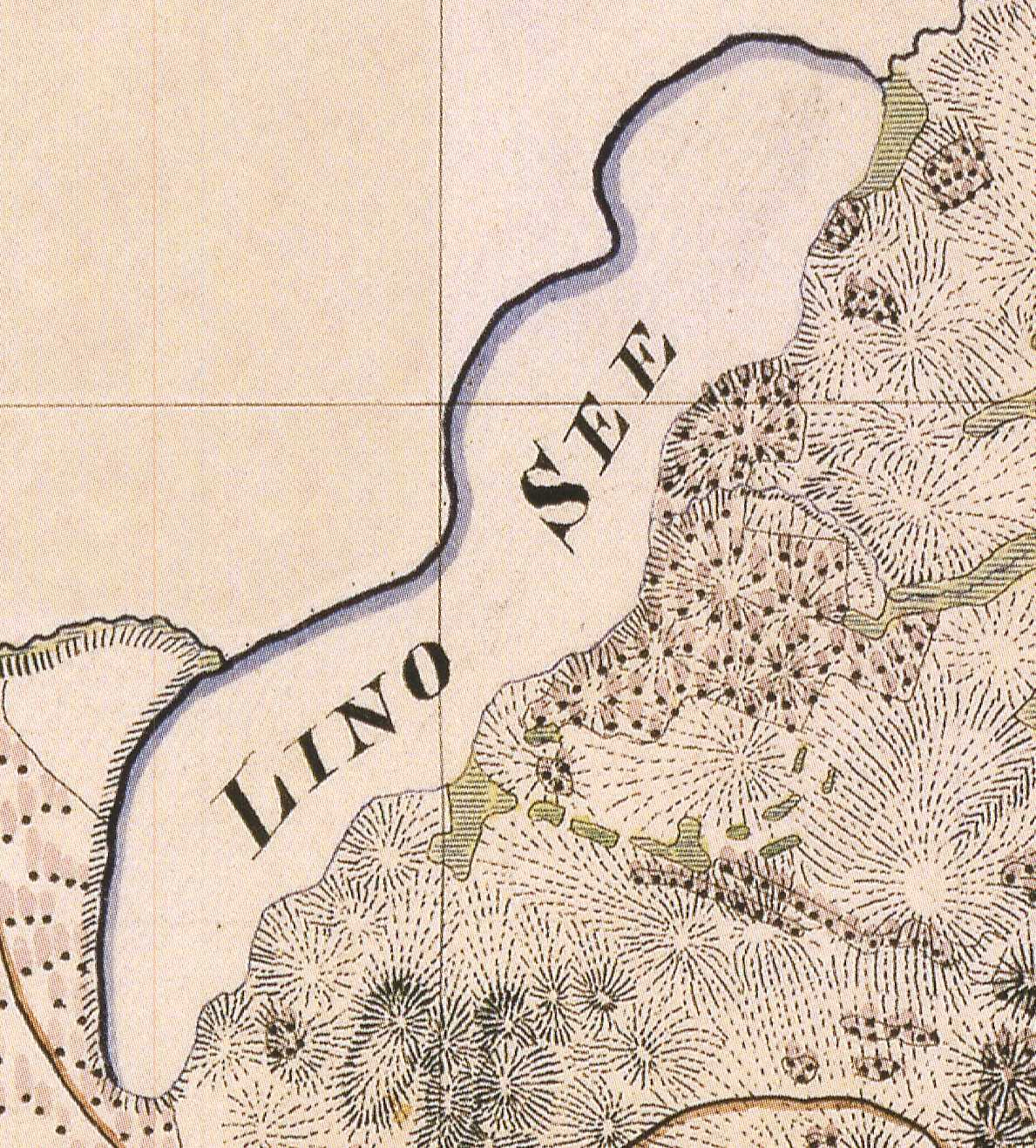
Linowsee auf dem Urmesstischblatt 2745 Lychen von 1825

Linow ist eine Wüstung nordöstlich von Lychen (Landkreis Uckermark, Brandenburg) am südlichen Ende des Linowsees. Das mittelalterliche Dorf gehörte 1299 zur Erstausstattung des Klosters Himmelpfort und fiel im 15. Jahrhundert wüst. Heute liegen mehrere neuzeitliche Wohnplätze auf der Feldmark des mittelalterlichen Linow, von denen aber keiner den alten Namen bewahrt hat. Der Name ist vom Namen des Sees auf den Ort übertragen worden.

## Geographische Lage
Linow lag am Südwestende des Linowsees, 68 bis 69 m über dem Meeresspiegel. Die alte Dorfstätte ist im Gelände nicht mehr zu erkennen.

## Geschichte

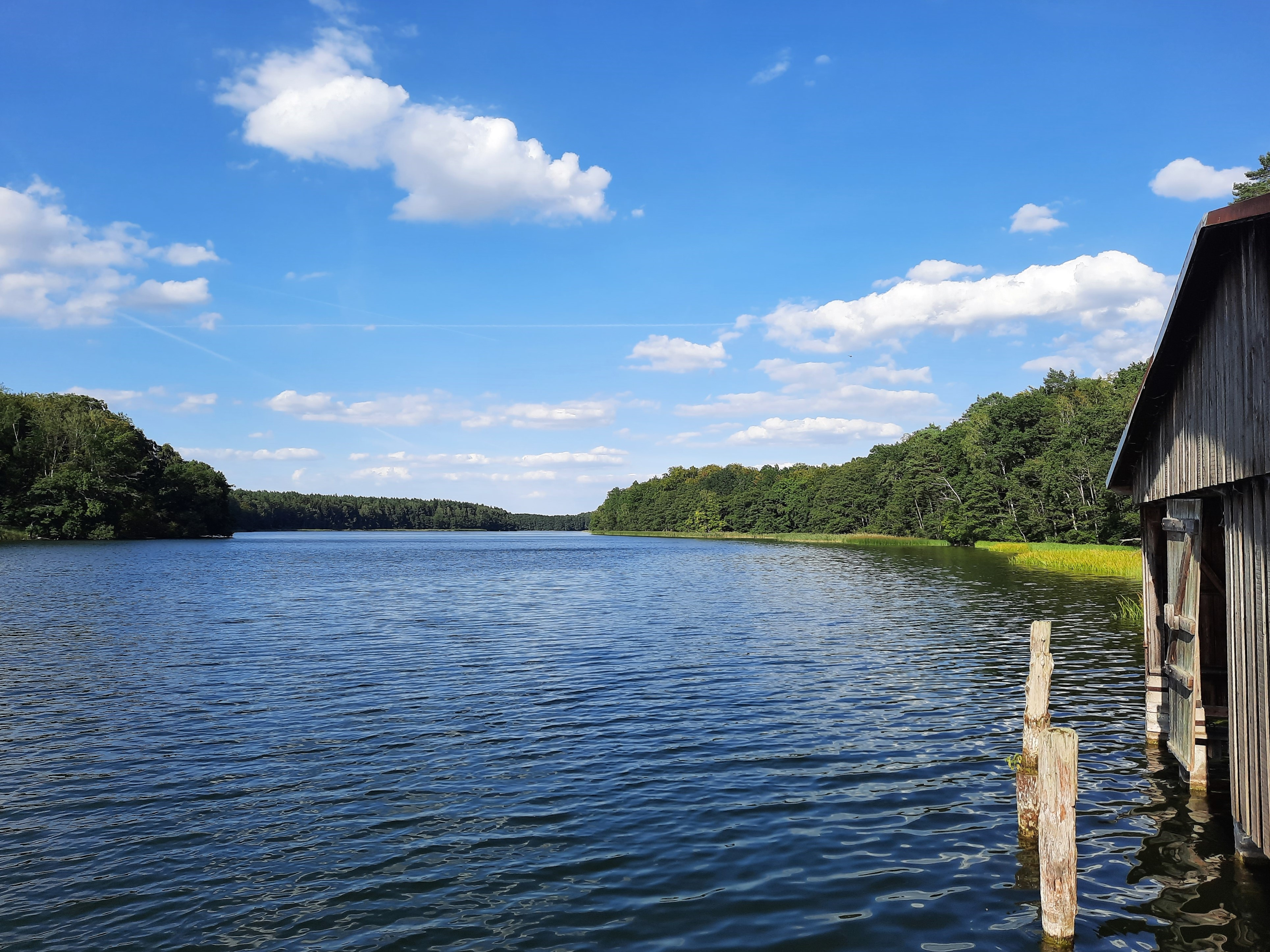
Linowsee

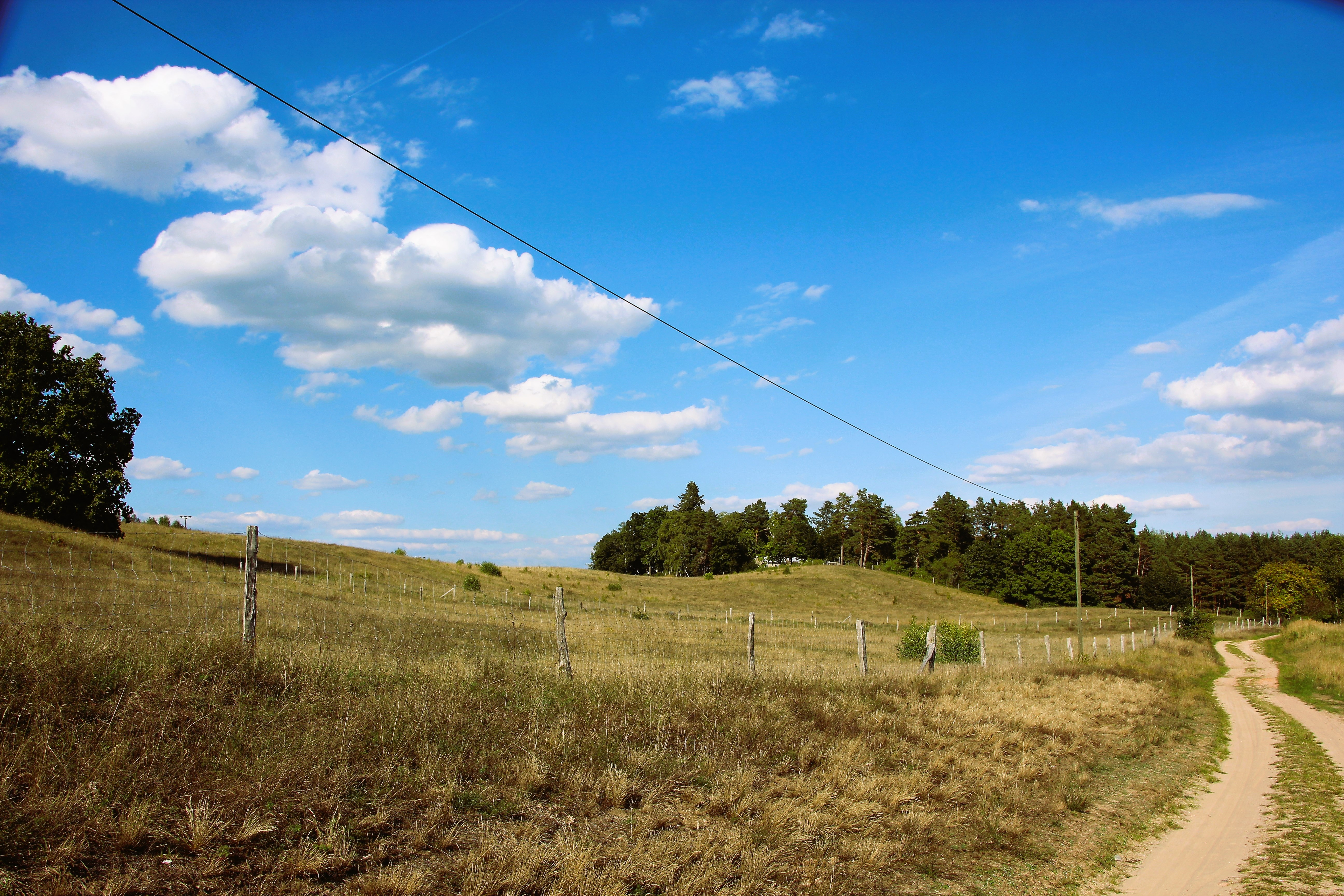
Klapperberge zwischen Eichhof und Linowsee

Linow (Lyniczere) wurde 1299 in der Stiftungsurkunde für das Kloster Himmelpfort erstmals urkundlich genannt. Mit dieser Urkunde wurde das Dorf mit seiner Zugehörde vom brandenburgischen Markgrafen Albrecht dem III. zur Erstausstattung des neu zu errichtenden Klosters übertragen. 1342 schenkte Ludwig Bischof von Brandenburg (von 1327 bis 1347) das Recht zur Erhebung des Bischofszehnten in den Dörfern Storkow, Rudow, Tangersdorf, Regelsdorf, Zootzen, Sommerfeld, Brüsenwalde, Rutenberg, Linow, Karstaven, Kleinthymen und Garlin an das Kloster Himmelpfort. Unklar ist, wann Linow verlassen wurde, der terminus ante quem ist 1543: In diesem Jahr erhielt der Pfarrer von Lychen 15 Scheffel Roggen von der bereits wüsten Feldmark Linow. 1593 erhielt der Oberpfarrer zu Lychen sogar 20 Scheffel Roggen und 5 Taler. 1667 wurde die Abgabe auf 16 Scheffel Roggen vermindert, da die Feldmark völlig verwachsen war. 1727 wurden diese verminderten Abgaben vom Amt Badingen noch entrichtet. Auch 1813 erhob der Oberprediger in Lychen noch Ansprüche auf diese Abgabe.
1595 im Grenzstreit mit den mecklenburgischen Fürsten werden die Dörfer und wüsten Feldmarken Beenz, Linow, Rutenberg, Retzow und Kastaven von Mecklenburg beansprucht, da sie angeblich zum Land Stargard gehörten. 1727 war auf der Feldmark ein Kalkofen eingerichtet worden. Außerdem erhielt das Amt Badingen Heuerroggen von Felde Linow, d. h., dass damals zumindest Teile der Feldmark wieder beackert wurden. 1728 gab es einen Teerofen auf der Feldmark Linow. Aus dem Jahr 1736 wird berichtet, dass die Rutenberger Bauern 126 Morgen Acker auf der Feldmark bebauen und davon Zins bezahlen, außerdem Wiesen und Hütung. Zum Kalkofen gehörten 57½ Morgen Acker und 6 Morgen Wiese. Allerdings scheinen die Böden nicht besonders ertragreich gewesen zu sein. Das Ackerland des Kalkbrenners war zur Hälfte dreijähriges Land, die andere Hälfte sechsjähriges Land, d. h. die Äcker konnten nur alle drei bzw. sechs Jahre bebaut werden.
1757 wurde die Linower Feldmark und die wüste Feldmark Kellen, zusammen 283 Morgen von der Gemeinde Rutenberg genutzt. 1776 erhielten die Rutenberger eine Erbverschreibung über die wüsten Feldmarken Linow und Kellen, zusammen 283 Morgen Acker und 22 Morgen Wiesen und Gartenland. 1808 bekam der Teerofenschweler Utpott, der den Teerofen Woblitz eingerichtet hatte, die Aufsicht über die Linowsche Heide. 1852 ist die Linowsche Heide ein Teil des Himmelpforter Forstes und untersteht der Unterförsterei Woblitz. Das Feld wurde aufgeforstet. Die Feldmark ist heute wohl komplett in der Gemarkung Rutenberg aufgegangen.
Die Name lässt sich von einer altpolabischen Grundform *Lin'e jezero = Schleisee, von * lin = Schlei und *jezero = See. Der Name ist also vom See auf die Siedlung übertragen worden.

## Neuzeitliche Wohnplätze
Im Südteil des Linowsee am Westufer entstand der Wohnplatz Seeblick. Sehr wahrscheinlich liegen auch die Wohnplätze Eichhof, Süßer Grund, Birkental,  Marienhof und Dünshof auf der alten Feldmark Linow.

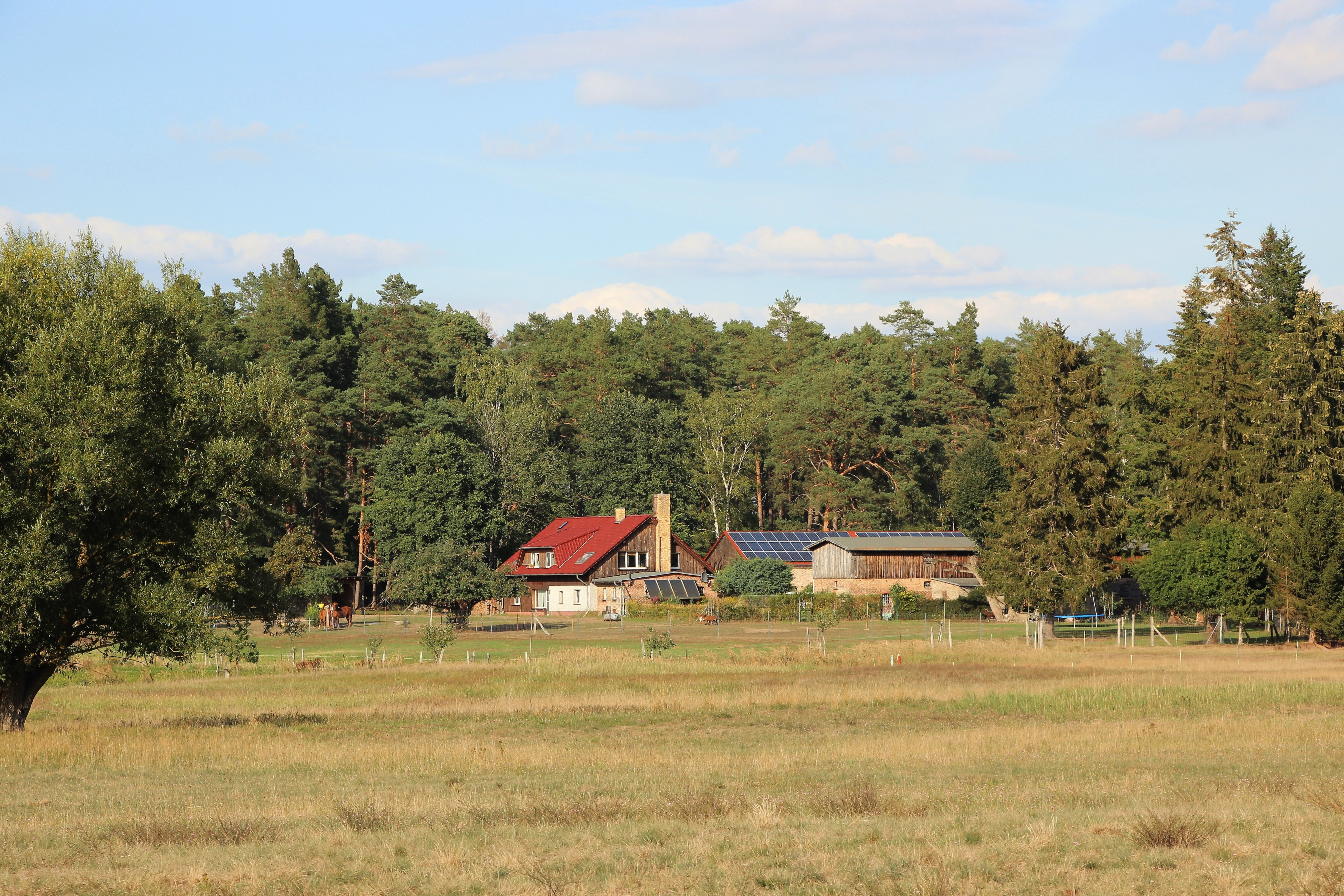
Birkental
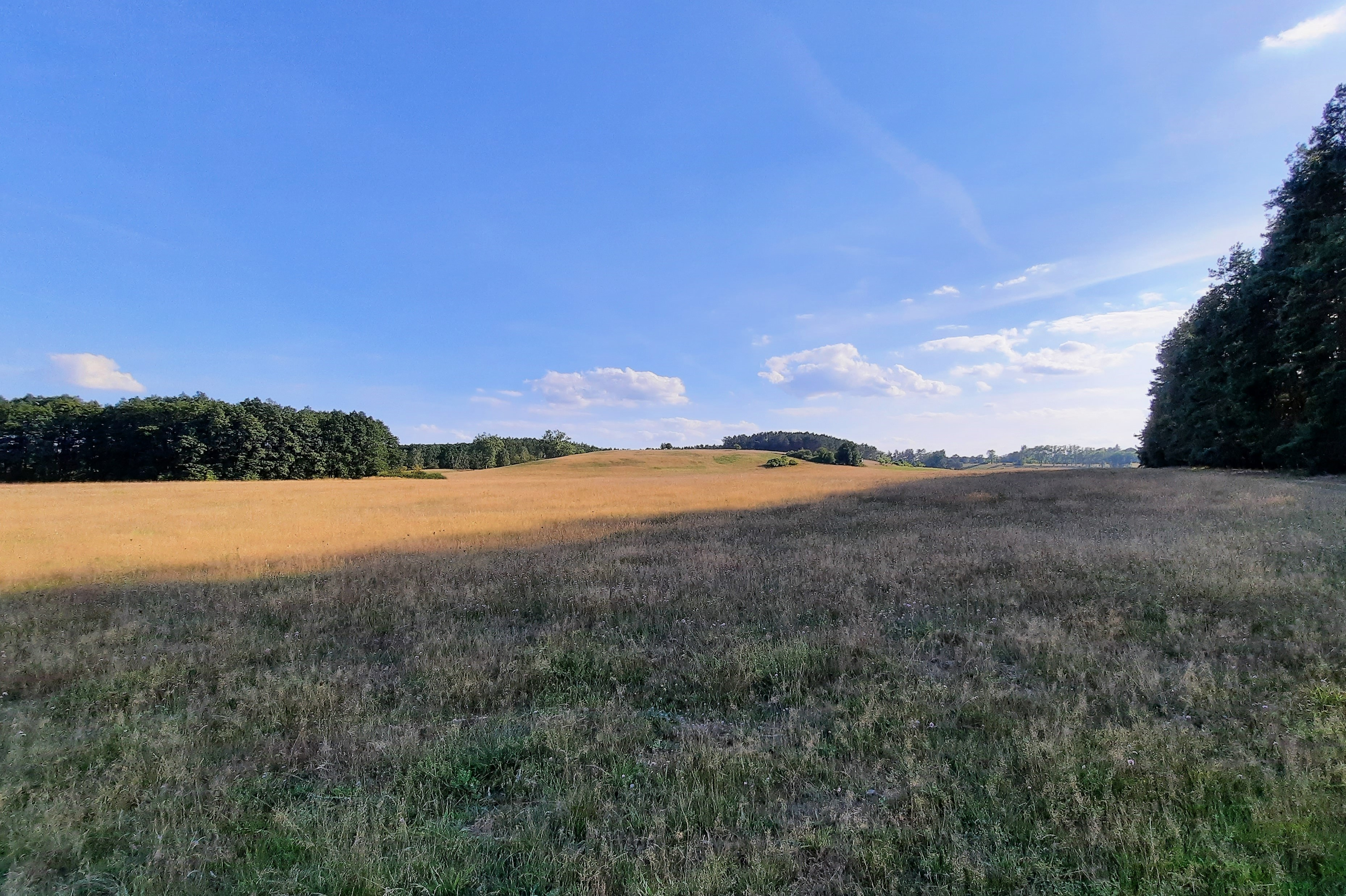
Ehemalige Feldmark bei Marienhof
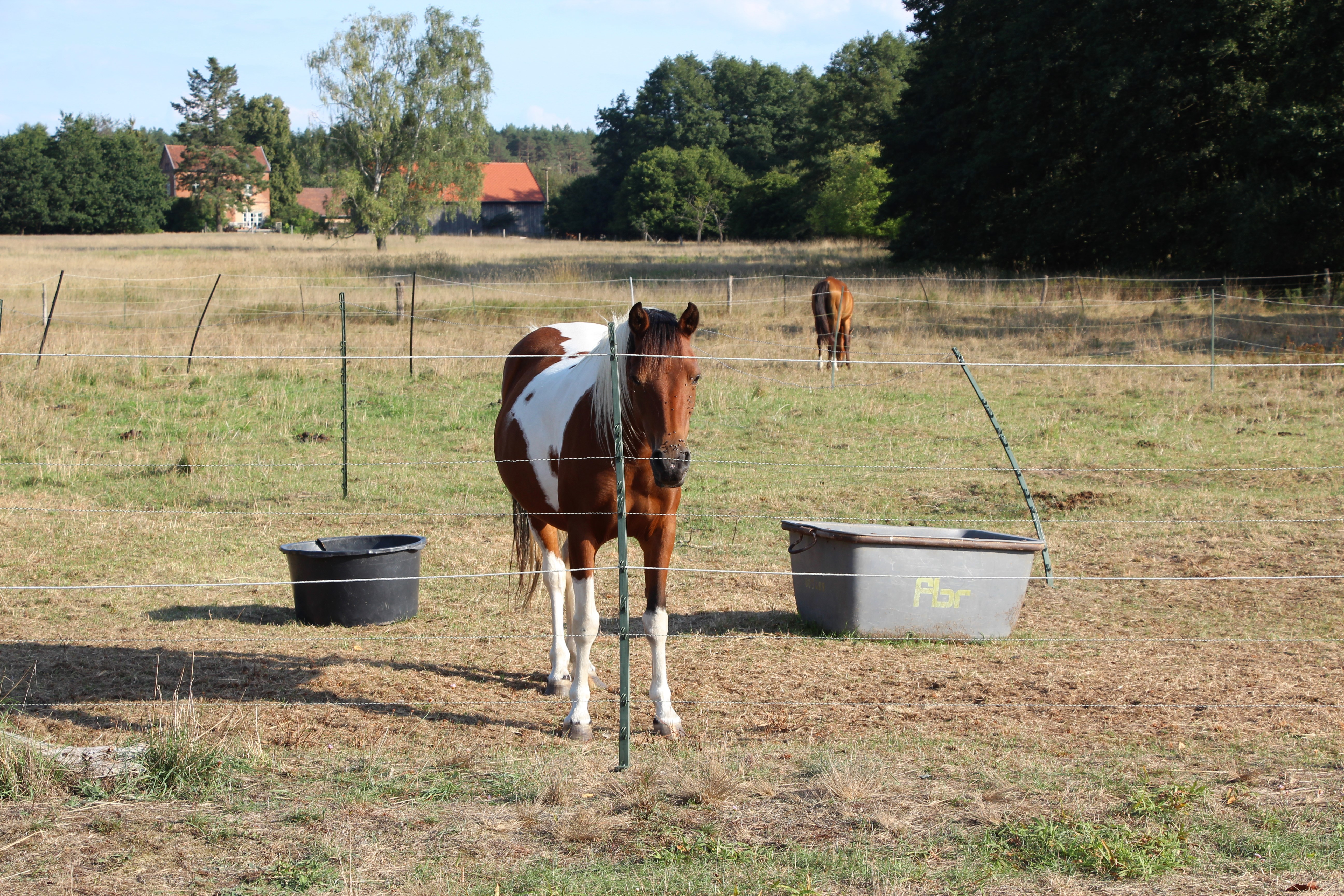
Zu Marienhof gehörige Weide

## Belege